# USS Swenning (DE-394)
USS Swenning (DE-394) là một tàu hộ tống khu trục lớp Edsall từng phục vụ cùng Hải quân Hoa Kỳ trong Chiến tranh Thế giới thứ hai. Nó là chiếc tàu chiến duy nhất của Hải quân Hoa Kỳ được đặt cái tên này, theo tên hạ sĩ quan Gust Junior Swenning (1917-1942), người từng phục vụ trên tàu tuần dương hạng nặng New Orleans (CA-32), đã tử thương vào ngày 1 tháng 12, 1942 sau trận Tassafaronga tại quần đảo Solomon và được truy tặng Huân chương Chữ thập Hải quân. Nó đã phục vụ cho đến khi chiến tranh kết thúc, xuất biên chế năm 1946, rồi cuối cùng bị bán để tháo dỡ vào năm 1974. Swenning được tặng thưởng danh hiệu Đơn vị Tuyên dương Tổng thống cùng hai Ngôi sao Chiến trận do thành tích phục vụ trong Thế Chiến II.

## Thiết kế và chế tạo
Lớp Edsall có thiết kế hầu như tương tự với lớp Cannon dẫn trước; khác biệt chủ yếu là ở hệ thống động lực Kiểu FMR do được trang bị động cơ diesel Fairbanks-Morse dẫn động qua hộp số giảm tốc đến trục chân vịt. Đây là cấu hình động cơ được áp dụng rộng rãi trên tàu ngầm, được chứng tỏ là có độ tin cậy cao hơn so với lớp Cannon.
Vũ khí trang bị bao gồm ba pháo 3 in (76 mm)/50 cal trên tháp pháo nòng đơn có thể đối hạm hoặc phòng không, một khẩu đội pháo phòng không Bofors 40 mm nòng đôi và tám pháo phòng không Oerlikon 20 mm. Vũ khí chống ngầm bao gồm một dàn súng cối chống tàu ngầm Hedgehog Mk. 10 (có 24 nòng và mang theo 144 quả đạn); hai đường ray Mk. 9 và tám máy phóng K3 Mk. 6 để thả mìn sâu. Con tàu vẫn giữ lại ba ống phóng ngư lôi Mark 15 21 inch (533 mm), và được trang bị radar SC dò tìm không trung và mặt biển. Thủy thủ đoàn đầy đủ bao gồm 186 sĩ quan và thủy thủ.
Swenning được đặt lườn tại xưởng tàu của hãng Brown Shipbuilding ở Houston, Texas vào ngày 17 tháng 7, 1943. Nó được hạ thủy vào ngày 13 tháng 9, 1943, được đỡ đầu bởi cô Hertha Rhode, vị hôn thê của hạ sĩ quan Swenning, và nhập biên chế cùng Hải quân Hoa Kỳ vào ngày 1 tháng 12, 1943 dưới quyền chỉ huy của Hạm trưởng, Đại úy Hải quân Richard E. Peek, Jr.

## Lịch sử hoạt động

### Mặt trận Đại Tây Dương
Sau khi đi đến Galveston, Texas để hoàn tất việc trang bị, Swenning khởi hành từ đây vào ngày 28 tháng 12, 1943 để đi sang vùng biển Bermuda, nơi nó chạy thử máy và huấn luyện trước khi quay về Charleston, South Carolina. Nó đi vào Xưởng hải quân Charleston để sửa chữa sau chạy thử máy. Nó lên đường vào ngày 14 tháng 2, 1944 để tháp tùng bảo vệ cho các tàu sân bay hộ tống Wake Island (CVE-65) và Mission Bay (CVE-59) đi New York, rồi trong chặng quay trở về Norfolk, Virginia nó đã hộ tống cho Đoàn tàu UGS-34, đến nơi vào ngày 20 tháng 2. Nó khởi hành từ Norfolk sáu ngày sau đó trong thành phần Đội đặc nhiệm 21.11, một đội tìm-diệt tàu ngầm được hình thành chung quanh tàu sân bay hộ tống Bogue (CVE-9), vốn còn bao gồm một tàu khu trục và ba tàu hộ tống khu trục thuộc Đội hộ tống 51.
Đội đặc nhiệm tiến hành tuần tra dọc các tuyến hàng hải vượt Đại Tây Dương để truy tìm tàu ngầm U-boat Đức. Vào ngày 13 tháng 3, máy bay xuất phát từ Bogue phối hợp cùng các tàu hộ tống Haverfield (DE-393), tàu khu trục Hobson (DD-464) và tàu frigate Canada HMCS Prince Rupert (K324) đã phát hiện và tấn công U-575. Chiếc U-boat buộc phải trồi lên mặt nước lúc 18 giờ 39 phút, và cuối cùng bị hỏa lực hải pháo đánh chìm lúc 18 giờ 44 phút tại vị trí về phía Bắc quần đảo Azores, ở tọa độ 46°18′B 27°34′T / 46,3°B 27,567°T; 18 thành viên thủy thủ đoàn chiếc U-boat đã tử trận, và 37 người sống sót bị bắt làm tù binh. Trong suốt hoạt động này, Swenning ở lại phía sau để hộ tống bảo vệ cho Bogue.
Đội đặc nhiệm đi đến Casablanca, Maroc thuộc Pháp để tiếp liệu và bảo trì từ ngày 18 đến ngày 22 tháng 3, rồi tiếp tục hoạt động tuần tra. Họ lại được tiếp liệu tại Trinidad vào ngày 12 tháng 4, rồi lên đường đi Norfolk, nơi các tàu hộ tống khu trục được cho tách ra, đi đến New York để được bảo trì. Swenning ở lại New York từ ngày 20 tháng 4 đến ngày 3 tháng 5, rồi đi đến Hampton Roads để gia nhập trở lại đội của Bogue, giờ đây mang tên Đội đặc nhiệm 22.2. Các con tàu khởi hành vào ngày 5 tháng 5, tiếp nối hoạt động tuần tra tìm-diệt tàu ngầm, và được tiếp liệu và bảo trì tại Casablanca từ ngày 29 tháng 5, đến ngày 4 tháng 6. Vào ngày 8 tháng 6, nó cứu vớt tám thành viên đội bay một chiếc máy bay ném bom Handley Page Halifax của Không quân Hoàng gia Anh bị buộc phải hạ cánh trên biển. Đội đặc nhiệm đi đến Bermuda vào ngày 30 tháng 6, rồi lên đường đi Norfolk vào ngày hôm sau, nơi lực lượng được giải tán và các tàu hộ tống đi đến New York, nơi Swenning được đại tu.
Đi đến Norfolk vào ngày 22 tháng 7, Swenning gia nhập trở lại đội của Bogue, giờ đây mang tên Đội đặc nhiệm 22.3, và khởi hành ba ngày sau đó. Sau một giai đoạn huấn luyện ngắn tại Bermuda, lực lượng tiếp nối hoạt động tuần tra tìm-diệt tàu ngầm tại vùng biển Bắc Đại Tây Dương, chủ yếu ngoài khơi Newfoundland. Vào ngày 19 tháng 8, máy bay xuất phát từ Bogue tấn công một chiếc U-boat nhưng không rõ kết quả do đối thủ đã lặn xuống nước; sang ngày hôm sau mục tiêu lại bị phát hiện và bị tấn công, và khoảng hai giờ rưỡi sau đó U-1229 buộc phải trồi lên mặt nước và thủy thủ bắt đầu bỏ tàu. U-1229 đắm tại tọa độ 42°20′B 51°39′T / 42,333°B 51,65°T; 18 thành viên thủy thủ đoàn chiếc U-boat đã tử trận và 41 người sống sót bị bắt làm tù binh. Các con tàu đi đến Argentia, Newfoundland để tiếp liệu vào ngày 24 tháng 8, rồi tiếp tục tuần tra cho đến ngày 24 tháng 9, khi đội đặc nhiệm được giải tán tại New York.
Sau khi được bảo trì và huấn luyện ôn tập tại khu vực ngoài khơi New London, Connecticut, Swenning lên đường đi Norfolk. Nó huấn luyện chống tàu ngầm phối hợp cùng Bogue và Đội hộ tống 51 tại khu vực Bermuda trong các giai đoạn từ ngày 23 tháng 10 đến ngày 21 tháng 11 và từ ngày 26 tháng 12, 1944 đến ngày 16 tháng 1, 1945. Nó lại thực tập chống tàu ngầm và tác xạ tại Casco Bay, Maine trong tháng 2, rồi đi đến New London, Connecticut vào tháng 3 để phục vụ huấn luyện phối hợp với tàu ngầm.
Đội hộ tống 51 cùng với Swenning lại sáp nhập cùng Bogue để hình thành nên Đội đặc nhiệm 22.3 tại Melville, Rhode Island vào ngày 16 tháng 4. Đội đặc nhiệm lên đường cho lượt tuần tra tìm-diệt tàu ngầm tại vùng biển Bắc Đại Tây Dương trong khuôn khổ Chiến dịch Teardrop, khi 24 tàu chiến của các đội đặc nhiệm 22.3, 22.4, 22.8 và Đơn vị Đặc nhiệm 22.7.1 hình thành nên một hàng rào ngăn chặn từ Bắc xuống Nam để chống lại sự xâm nhập của thế hệ tàu U-boat mới trang bị ống hơi. Cho đến khi chiến tranh kết thúc tại Châu Âu, năm tàu U-boat đã bị các đội đặc nhiệm tiêu diệt. Swenning cùng với Đội đặc nhiệm 22.3 quay trở về New York vào ngày 11 tháng 5, nơi lực lượng được giải tán, và chiếc tàu hộ tống khu trục đi đến Xưởng hải quân Boston tại Boston, Massachusetts để được đại tu. Nhằm chuẩn bị để được điều động sang khu vực Mặt trận Thái Bình Dương, con tàu cũng được nâng cấp khi tháo bỏ các ống phóng ngư lôi và bổ sung thêm một khẩu đội Bofors 40 mm phòng không nòng đôi.

### Mặt trận Thái Bình Dương
Cùng với Đội hộ tống 51, Swenning khởi hành từ Boston vào ngày 30 tháng 6. Nó huấn luyện ôn tập trong hai tuần tại khu vực vịnh Guantánamo, Cuba trước khi băng qua kênh đào Panama vào ngày 21 tháng 7 và đi đến San Diego, California vào ngày 30 tháng 7. Hải đội tiếp tục hành trình hai ngày sau đó để hướng sang vùng biển quần đảo Hawaii, đến nơi vào ngày 7 tháng 8,  và vẫn đang tiếp tục huấn luyện tại khu vực phụ cận Trân Châu Cảng khi Nhật Bản chấp nhận đầu hàng vào ngày 15 tháng 8, giúp chấm dứt vĩnh viễn cuộc xung đột. Nó lên đường vào ngày 20 tháng 8 để đi Eniwetok thuộc quần đảo Marshall, và tiếp tục hướng đến Saipan thuộc quần đảo Mariana.
Đi đến Saipan vào ngày 30 tháng 8, Swenning thực hiện một chuyến đi khứ hồi sang Okinawa từ ngày 5 đến ngày 13 tháng 9. Nó chuyển đến Guam một tuần sau đó, hỗ trợ cho việc huấn luyện tàu ngầm tại đây cho đến ngày 10 tháng 1, 1946, khi nó lên đường quay trở lại vùng bờ Đông ngang qua Trân Châu Cảng, đi đến San Diego vào ngày 28 tháng 1, rồi băng qua kênh đào Panama và về đến Boston vào ngày 26 tháng 2. Sau khi được đại tu để chuẩn bị ngừng hoạt động, con tàu chuyển đến Mayport, Florida vào ngày 12 tháng 4.
Swenning được cho xuất biên chế vào ngày 18 tháng 6, 1946, và được kéo đến Charleston, South Carolina vào tháng 9, rồi tiếp tục được kéo đến Mayport, Florida vào tháng 12, neo đậu cùng Đội Florida thuộc Hạm đội Dự bị Đại Tây Dương tại sông St. Johns, Green Cove Springs, Florida. Đến năm 1962 con tàu được kéo đến Đội Texas tại Orange, Texas, nhưng tiếp tục bị bỏ không trong thành phần dự bị. Tên nó được cho rút khỏi danh sách Đăng bạ Hải quân vào ngày 1 tháng 7, 1972, và con tàu cuối cùng bị bán cho hãng Northern Metals Co. tại Philadelphia, Pennsylvania để tháo dỡ vào ngày 17 tháng 1, 1974.

## Phần thưởng
Swenning được tặng thưởng danh hiệu Đơn vị Tuyên dương Tổng thống cùng hai Ngôi sao Chiến trận do thành tích phục vụ trong Thế Chiến II.
|  |                           | Bronze star |
|  | Bronze star · Bronze star |             |

| Dãi băng Hoạt động Tác chiến (truy tặng)      | Đơn vị Tuyên Dương Tổng thống                                                | Huân chương Chiến dịch Hoa Kỳ với 1 Ngôi sao Chiến trận |
| Huân chương Chiến dịch Châu Á-Thái Bình Dương | Huân chương Chiến dịch Châu Âu-Châu Phi-Trung Đông với 2 Ngôi sao Chiến trận | Huân chương Chiến thắng Thế Chiến II                    |